# 興国寺 (富山市)
興国寺（こうこくじ）は富山県富山市布市にある臨済宗国泰寺派の寺院。山号は太平山（たいへいざん）。東越三十三観音霊場第28番札所。寺紋は梅鉢、五三桐。

## 歴史
興国年間（1340年 - 1346年）に秀峰尤奇を開山に迎え、越中守護桃井直常により創建されたと伝えられる。寺には、桃井直常の位牌（「興国寺殿仁沢宗儀大禅定門」とある）が安置されており、本堂東に直常の供養塔という中世石塔群がある。また、直常の墓標とされたヤマカエデの古木があったが、平成20年に枯死した。
戦国時代に美濃の戦国大名斎藤龍興が流浪の末に入寺し中興開山となったという伝説がある。江戸時代初期に布市藩、ついで富山藩の保護を受け、加賀藩主、富山藩主の位牌がある。もともと聖一派寺院であったが、近世初期に南禅寺派、ついで法燈派となる。明治時代以降は国泰寺派に属する。

## 交通アクセス
- 最寄り駅:富山地方鉄道上滝線布市駅